# オストラヴァ・トロリーバス
オストラヴァ・トロリーバス（チェコ語: Trolejbusová doprava v Ostravě）は、チェコの都市・オストラヴァ市内に路線網を有するトロリーバス。2021年現在は路面電車（オストラヴァ市電）や路線バスと共にオストラヴァ市交通会社（Dopravní podnik Ostrava、DPO）によって運営されている。

## 歴史
オストラヴァ市内のトロリーバスは、市内中心部の交通状態の改善を目的に1952年5月9日から営業運転を開始した歴史を持つ。以降、老朽化が進んだ狭軌の路面電車路線の置き換えなどで路線網は拡大した。だが1967年に市内中心部に歩行者道路が設置された事により一部区間が廃止され、同時期には全面的な置き換えも検討されたものの最終的に維持される事が決定し、1970年代以降はオイルショック以降は電気を動力とした交通機関の見直しもあり再度路線網は拡大していった。
ビロード革命やビロード離婚といった社会情勢の変革の中でもオストラヴァ市内のトロリーバスの運行は続き、2013年にはオストラヴァ中央駅付近の再開発に伴う、ポラズコヴァ通り（ulice Porážkové）を経由する新規路線の開通が行われている。車両についてもノンステップバスの導入をはじめとした近代化が進められている。

1990年代のトロリーバス（1992年撮影）
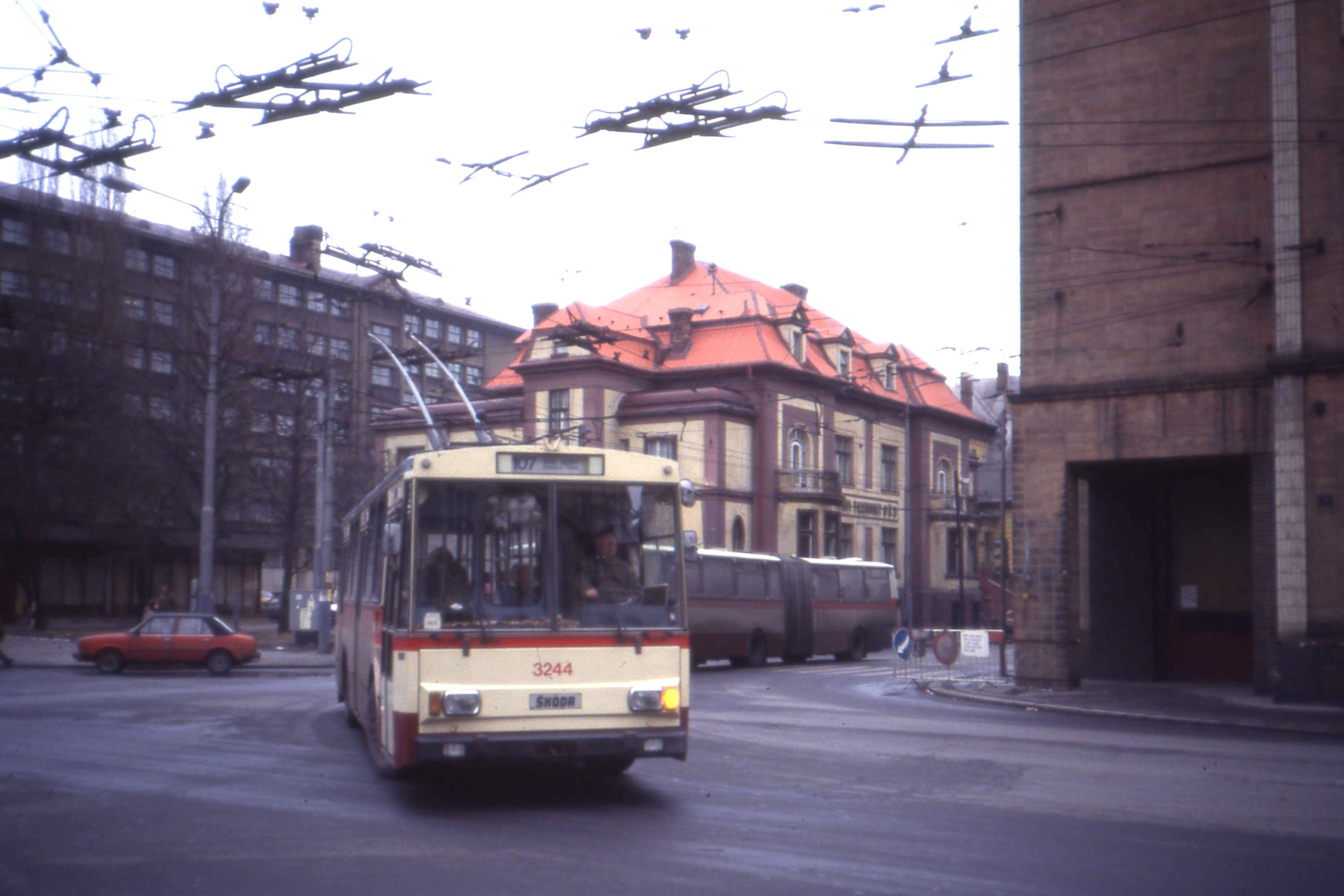
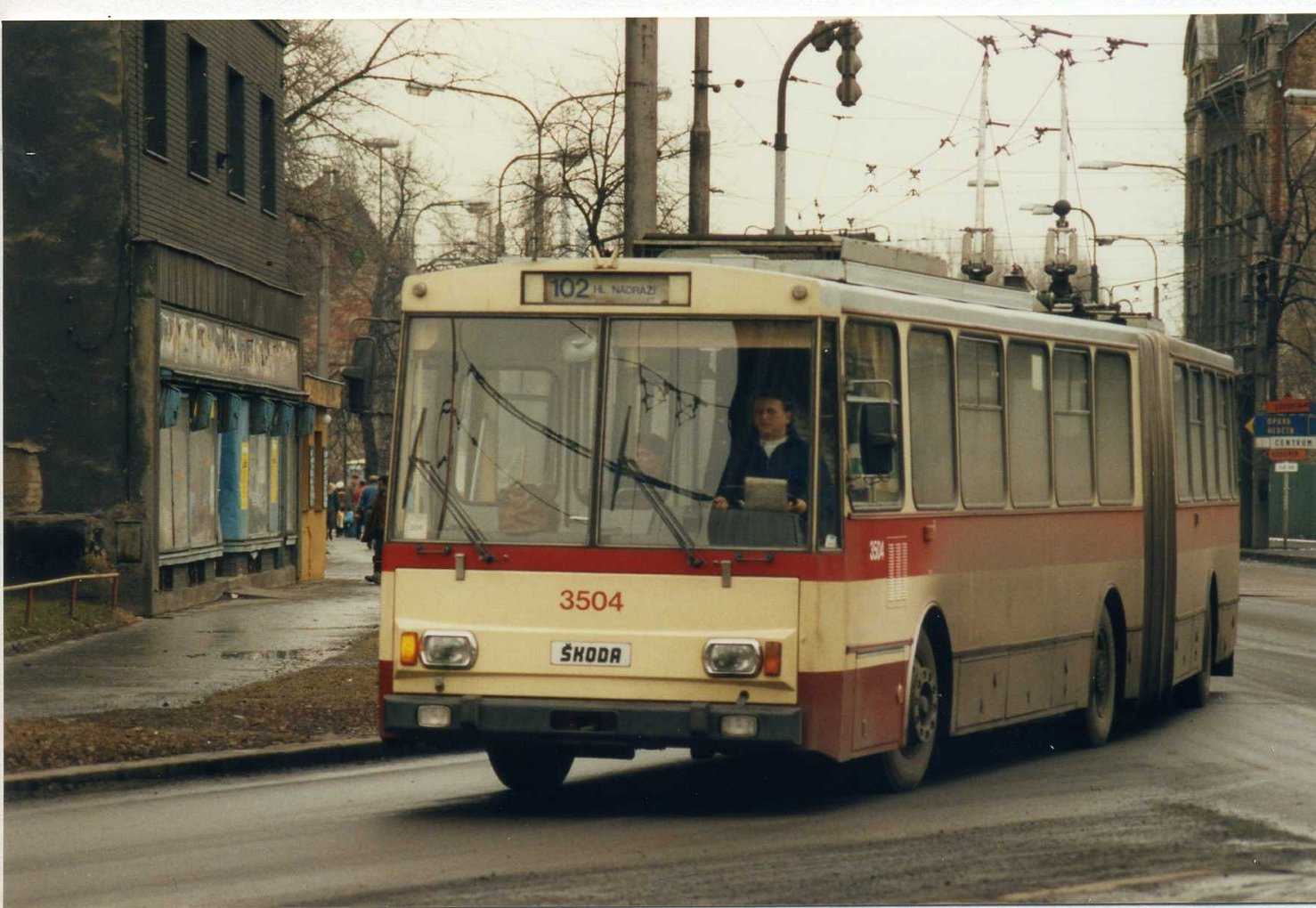
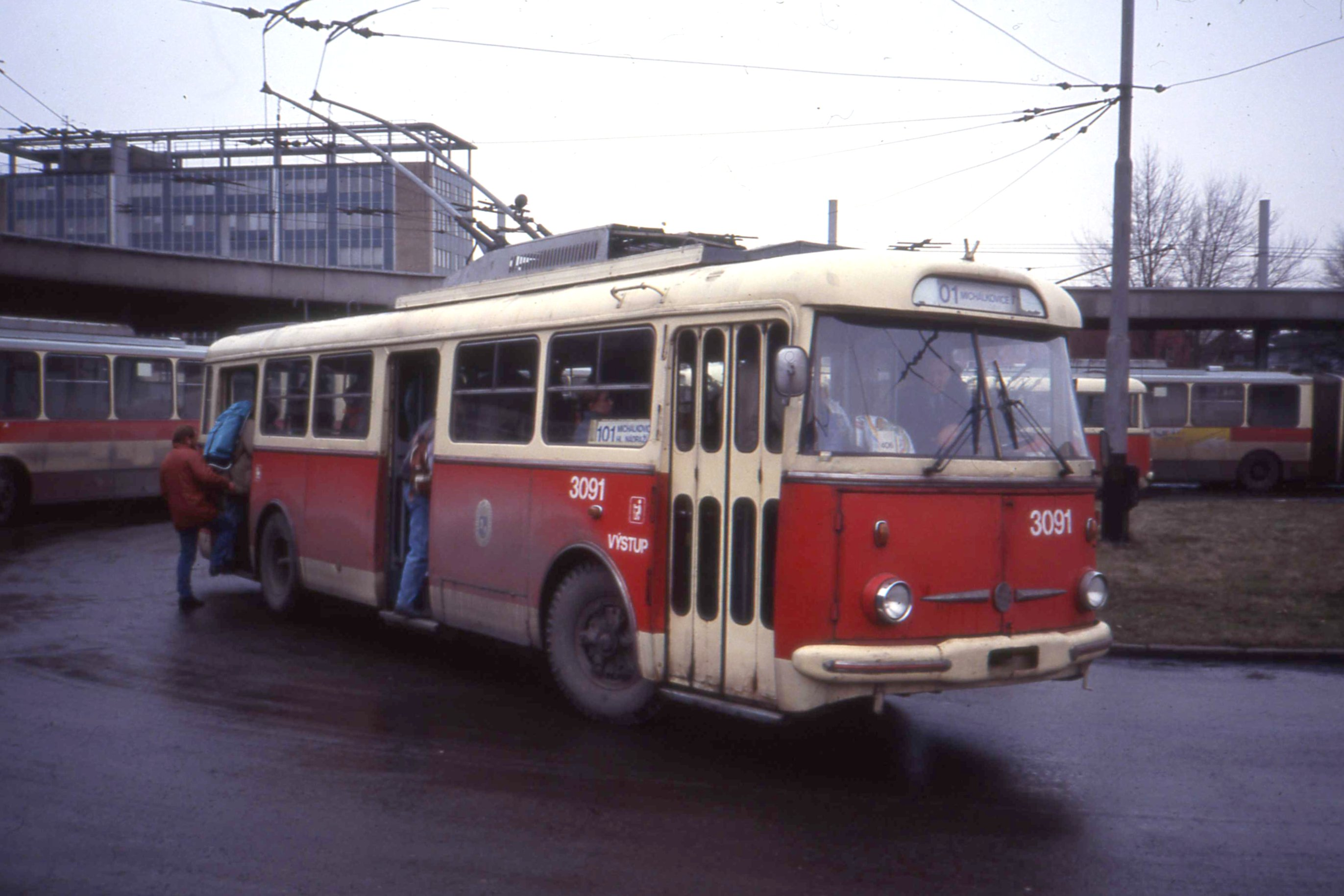

## 系統
2021年現在、オストラヴァ市内には以下のトロリーバス路線が存在する。
| 系統番号 | 起点           | 終点                | 備考 |
| -------- | -------------- | ------------------- | ---- |
| 101      | Hlavní nádraží | Hranečník           |      |
| 101      | Hlavní nádraží | Radvanice,Ludvíkova |      |
| 102      | Hlavní nádraží | Hulváky             |      |
| 103      | Koblov         | Náměstí Republiky   |      |
| 104      | Michálkovice   | Náměstí Republiky   |      |
| 105      | Koblov         | Karolina U Lávky    |      |
| 106      | Důl Heřmanice  | Hlavní nádraží      |      |
| 107      | Hranečník      | Sídliště Fifejdy    |      |
| 108      | Hlavní nádraží | Hulváky             |      |
| 109      | Důl Heřmanice  | Hulváky             |      |
| 111      | Hlavní nádraží | Michálkovice        |      |
| 112      | Hlavní nádraží | Hulváky             |      |
| 113      | Michálkovice   | Koblov              |      |

## 車両
2021年現在、オストラヴァ・トロリーバスでは以下の車両が使用されている。また、これら以外にオストラヴァ市交通会社は歴代のトロリーバス車両の一部を保存しており、動態運転が可能な車両も存在する。
| 形式                   | 形式                   | 両数 | 備考                   |
| ---------------------- | ---------------------- | ---- | ---------------------- |
| シュコダ21Tr           | シュコダ21Tr           | 11両 |                        |
| シュコダ26Tr ソラリス  | シュコダ26Tr ソラリス  | 23両 | 一部車両は充電池を搭載 |
| シュコダ27Tr ソラリス  | シュコダ27Tr ソラリス  | 11両 | 連節バス               |
| ソラリス・トロリーノ12 | ソラリス・トロリーノ12 | 17両 |                        |
| ソラリス・トロリーノ15 | ソラリス・トロリーノ15 | 4両  | 3軸バス                |
| ソラリス・トロリーノ18 | ソラリス・トロリーノ18 | 1両  | 連節バス               |
| SOR TNB 12             | SOR TNB 12             | 1両  |                        |
| SOR TNB 18             | SOR TNB 18             | 1両  | 連節バス               |

現有車両
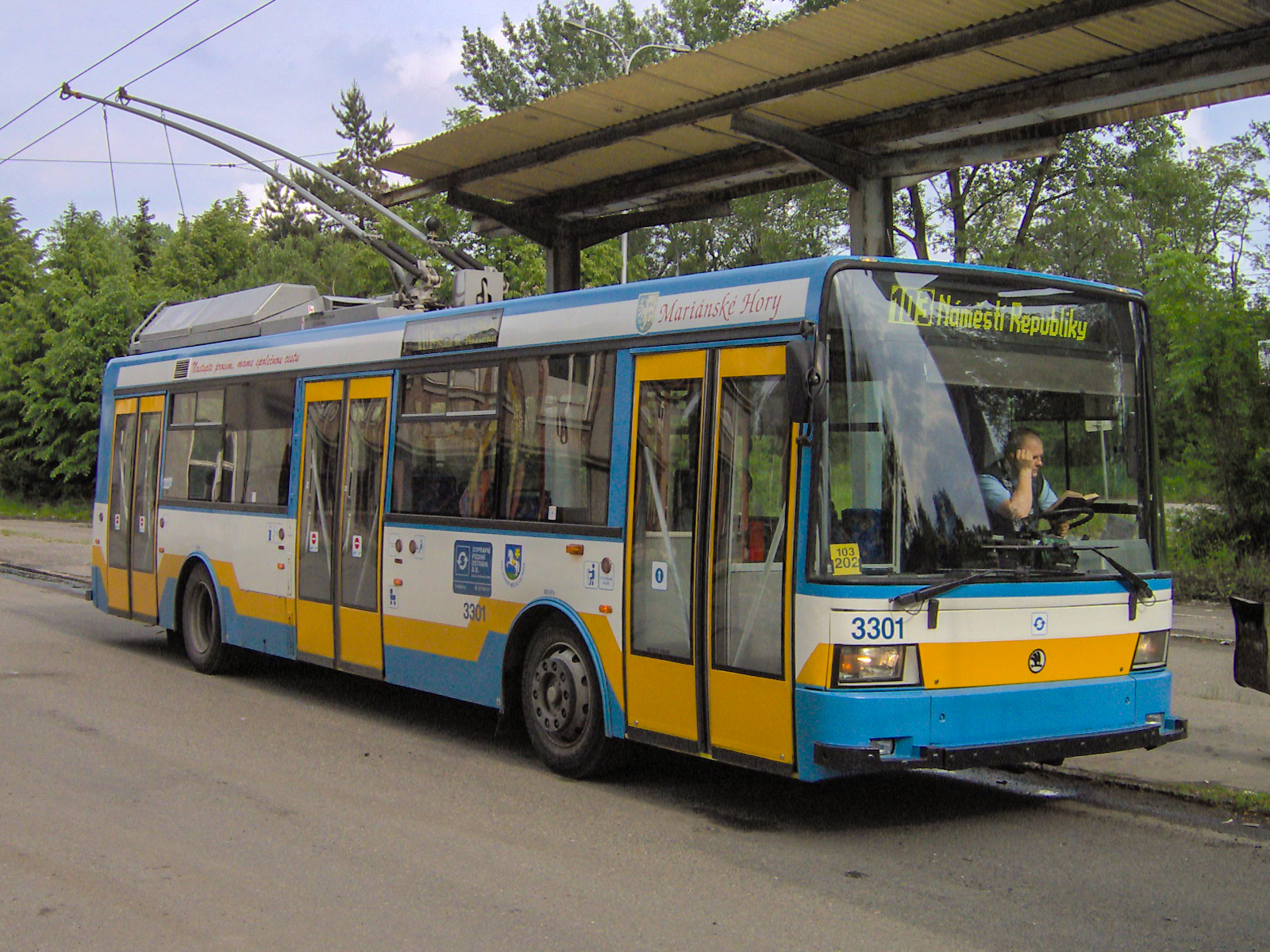
シュコダ21Tr（2006年撮影）
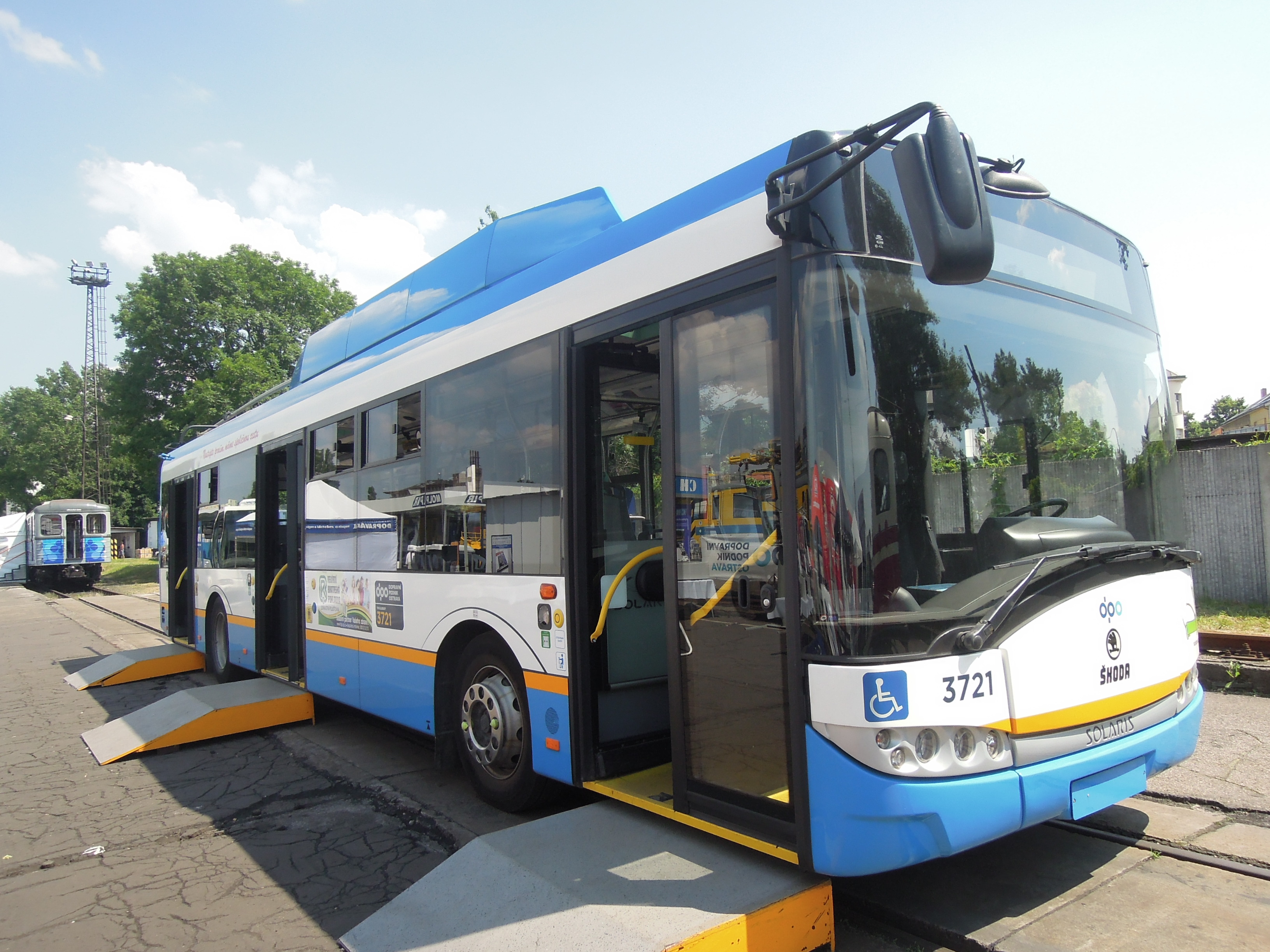
シュコダ26Tr ソラリス（2013年撮影）
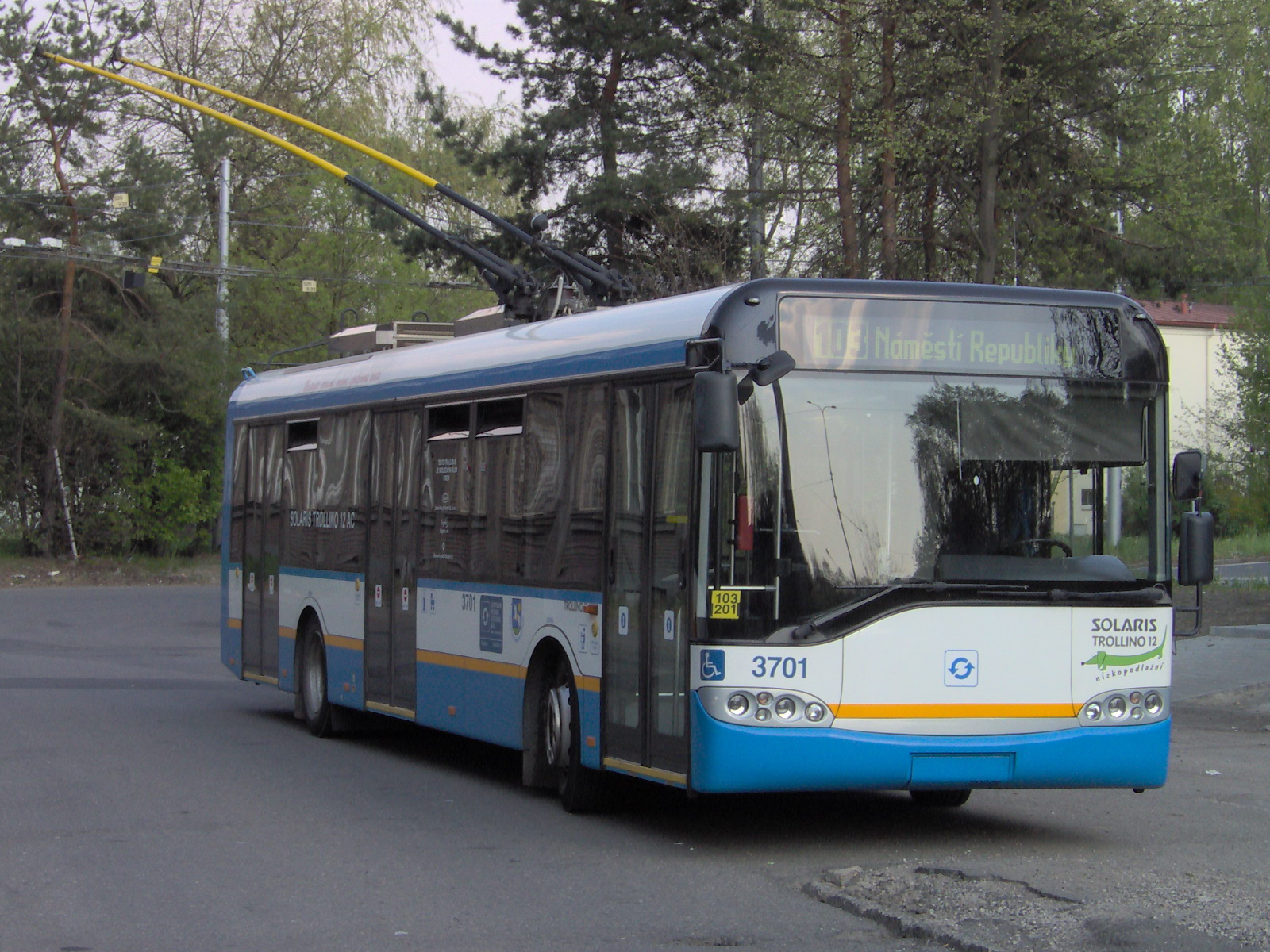
ソラリス・トロリーノ12（2007年撮影）
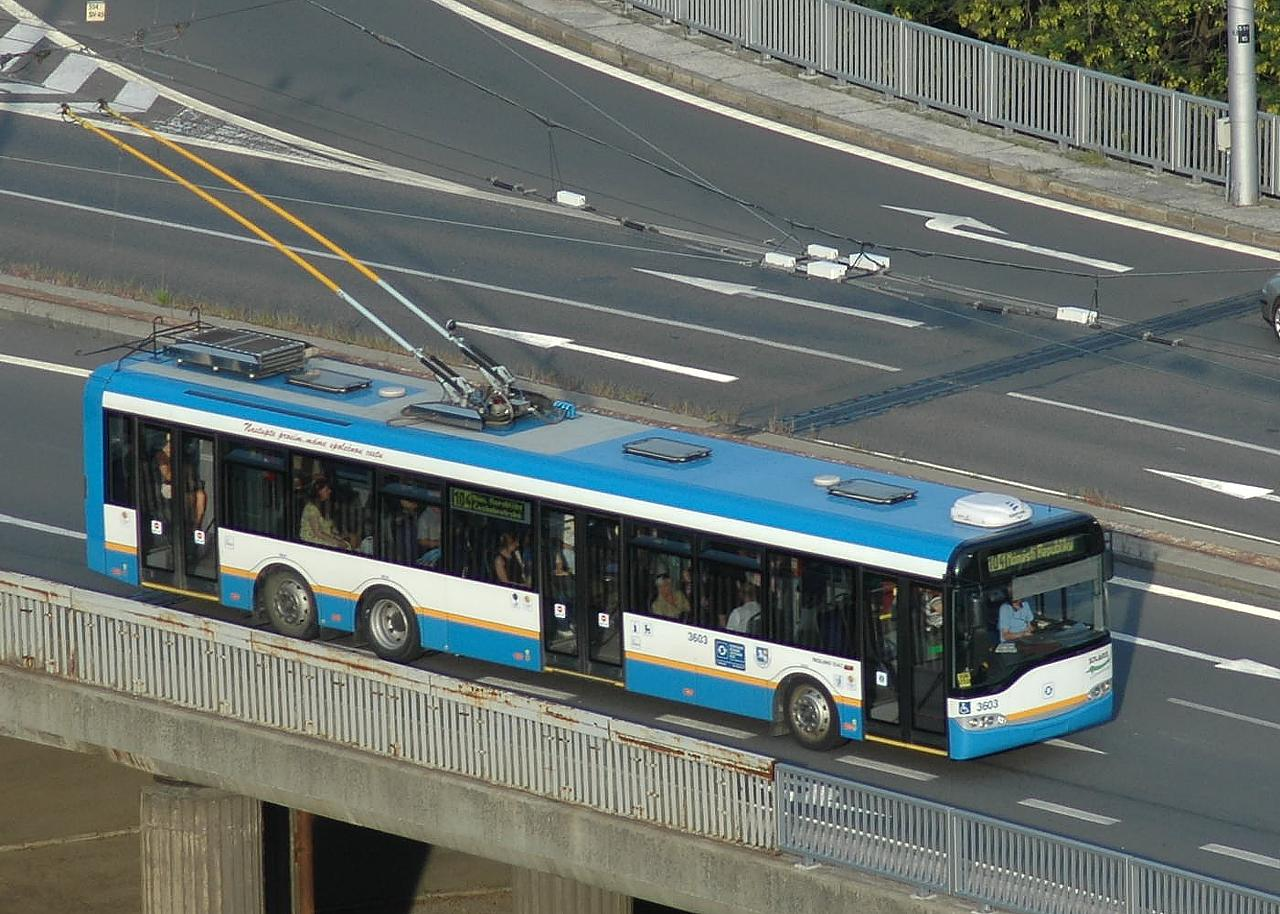
ソラリス・トロリーノ15（2008年撮影）
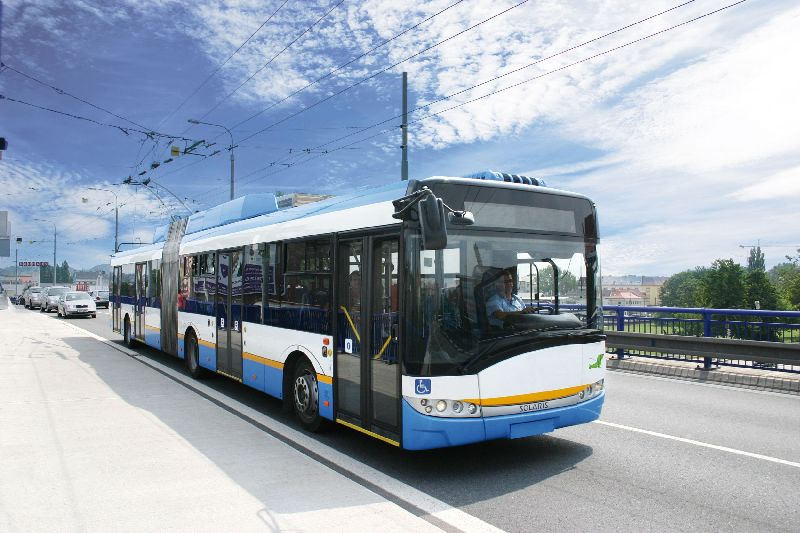
ソラリス・トロリーノ18（2010年撮影）
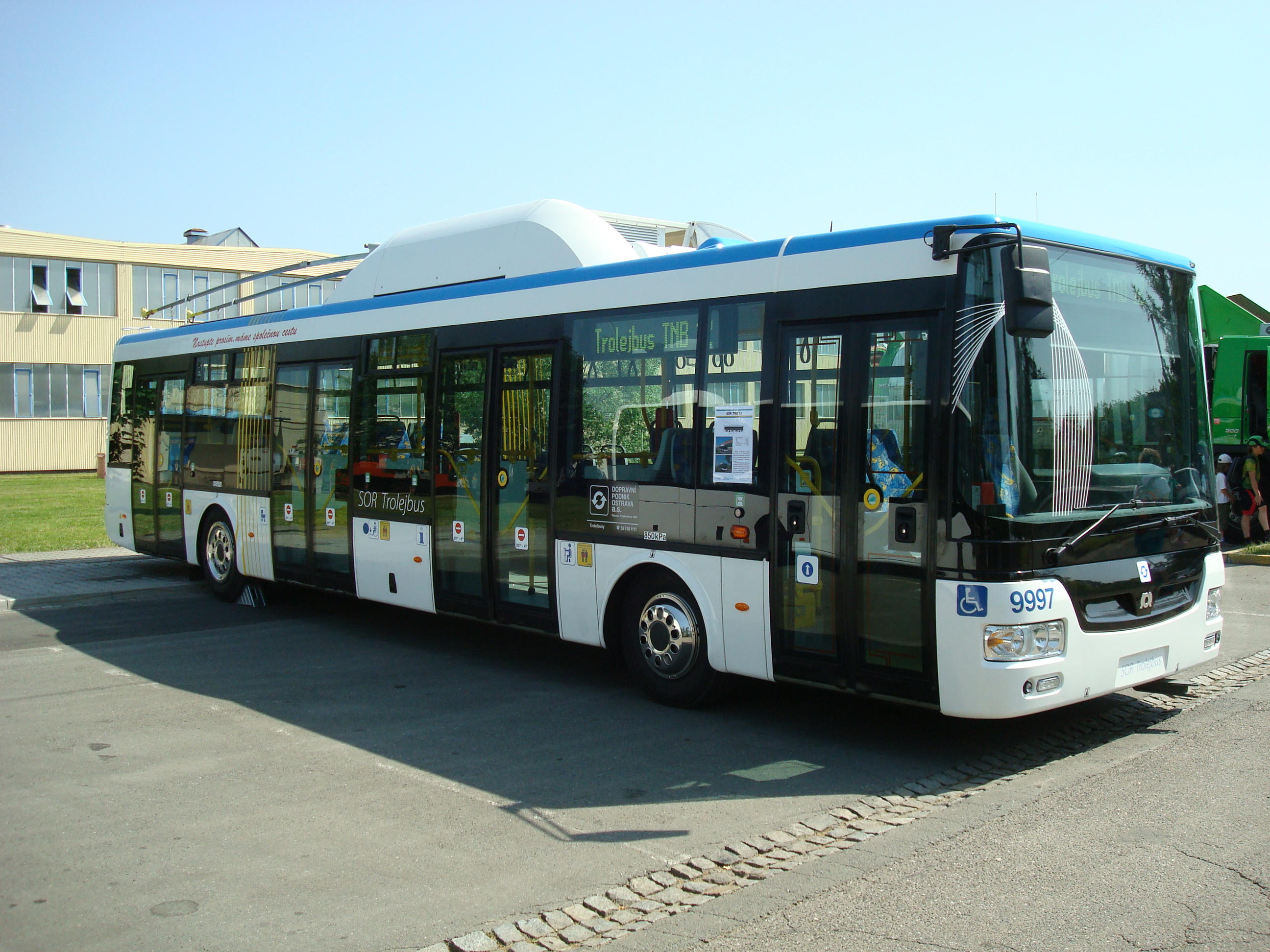
SOR TNB 12（2010年撮影）
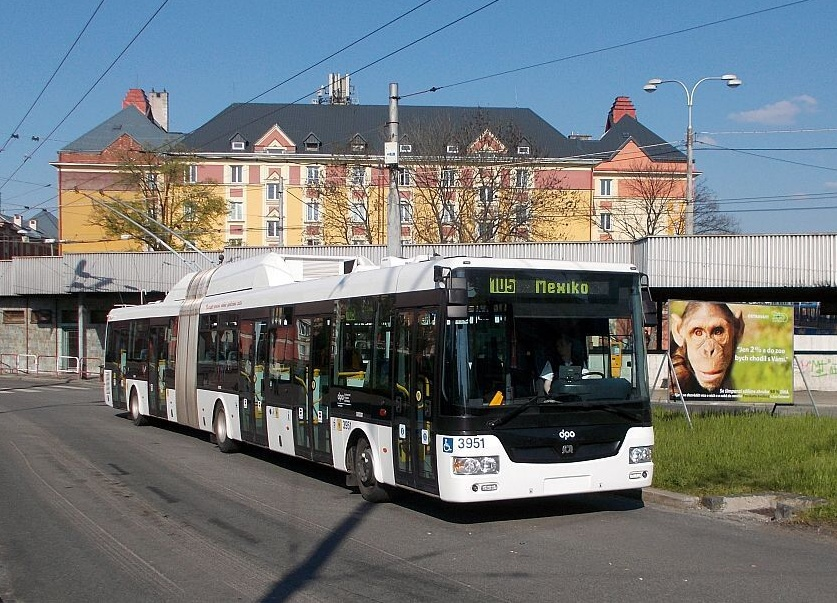
SOR TNB 18（2016年撮影）

保存車両
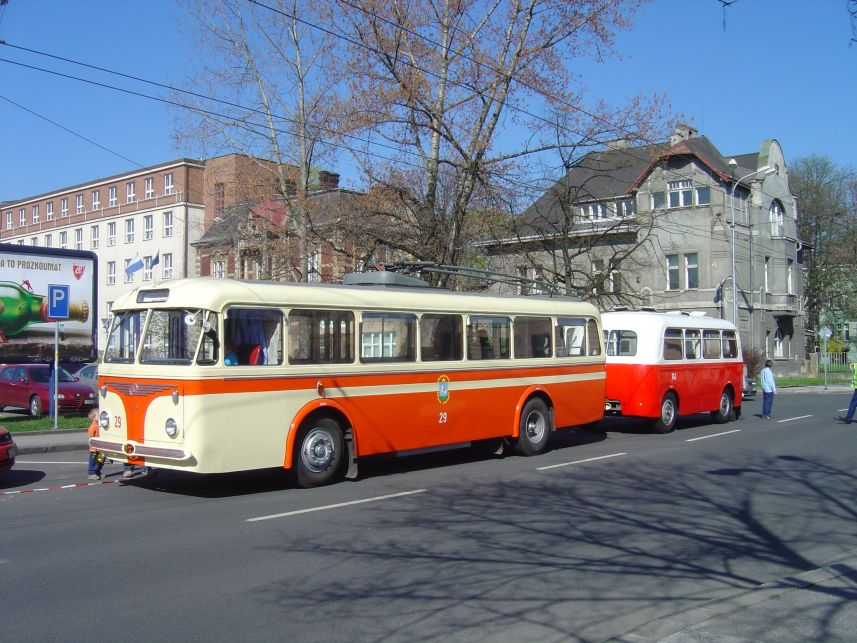
シュコダ8Tr（2007年撮影）
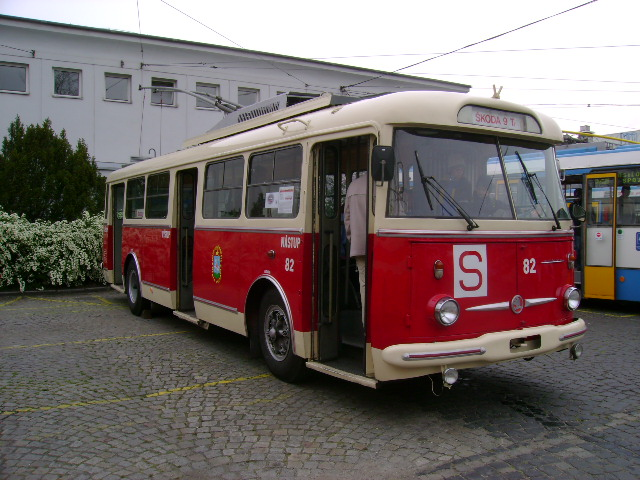
シュコダ9Tr（2007年撮影）
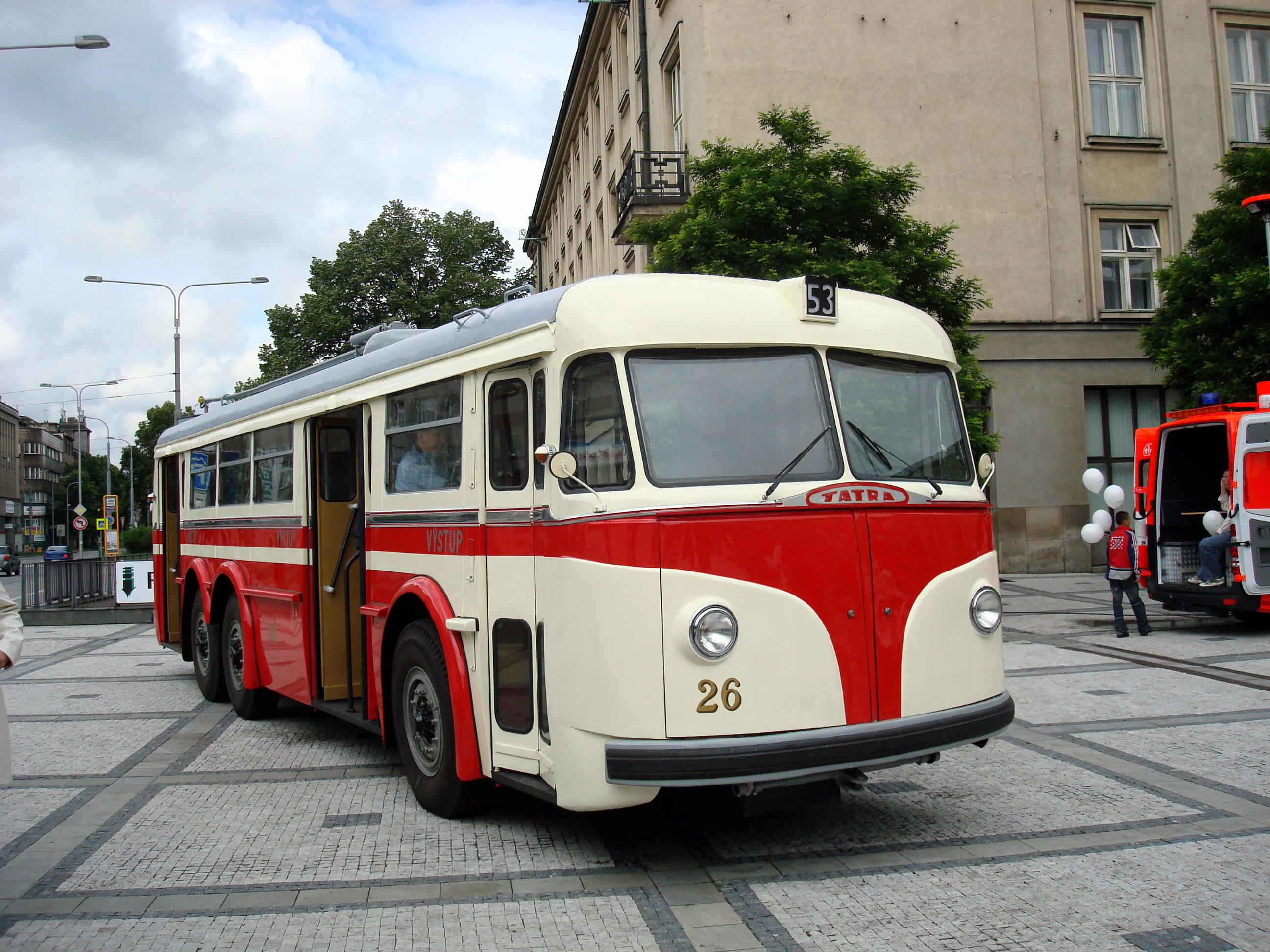
タトラT400（2009年撮影）

過去の車両
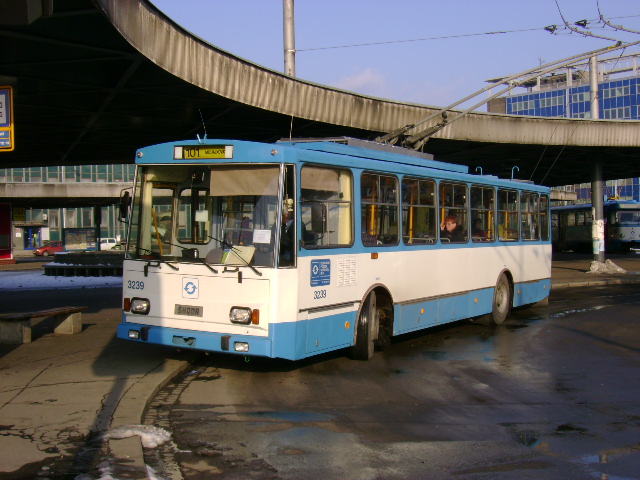
シュコダ14Tr（2006年撮影）
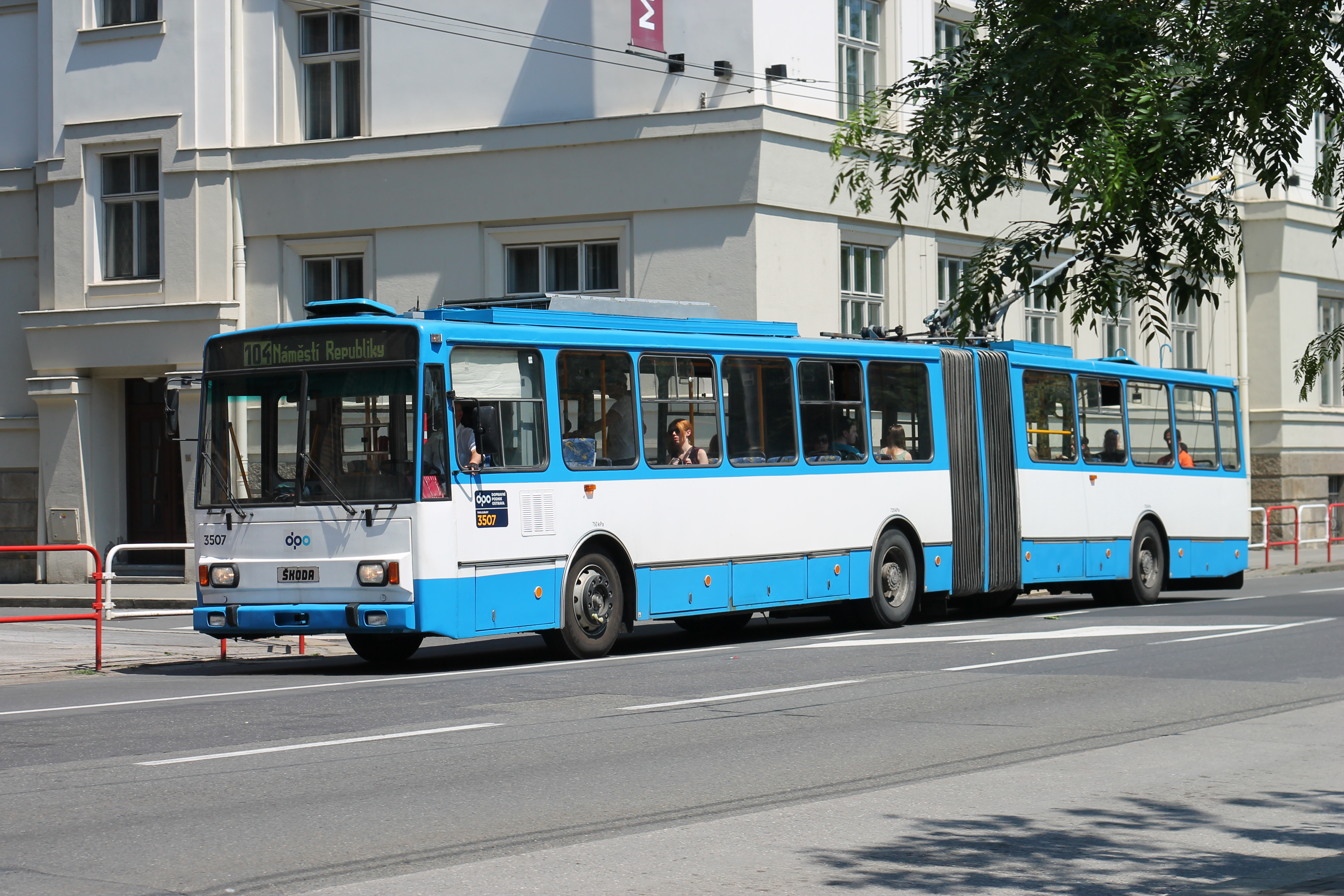
シュコダ15Tr（2015年撮影）
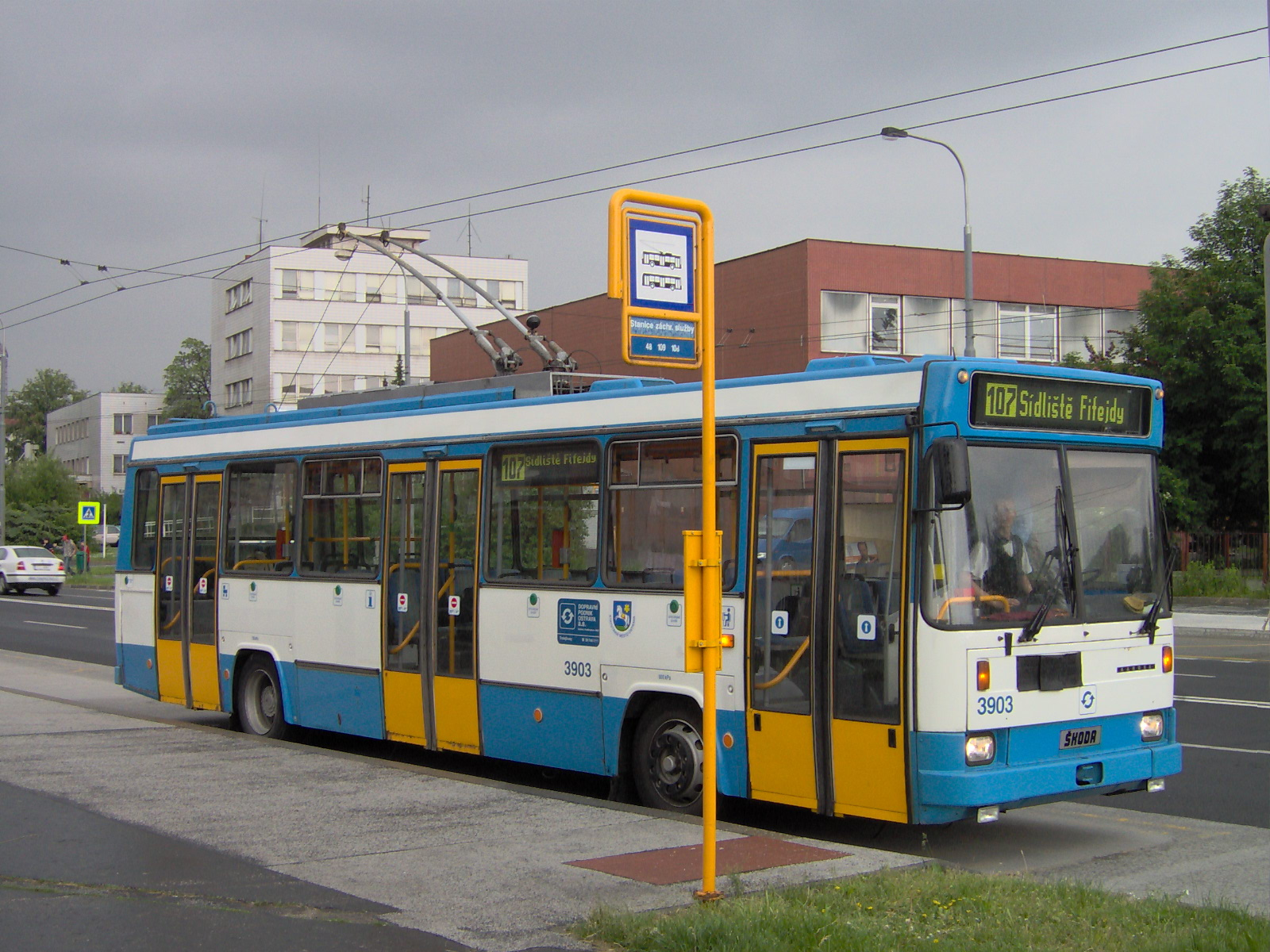
シュコダ17Tr（2006年撮影）
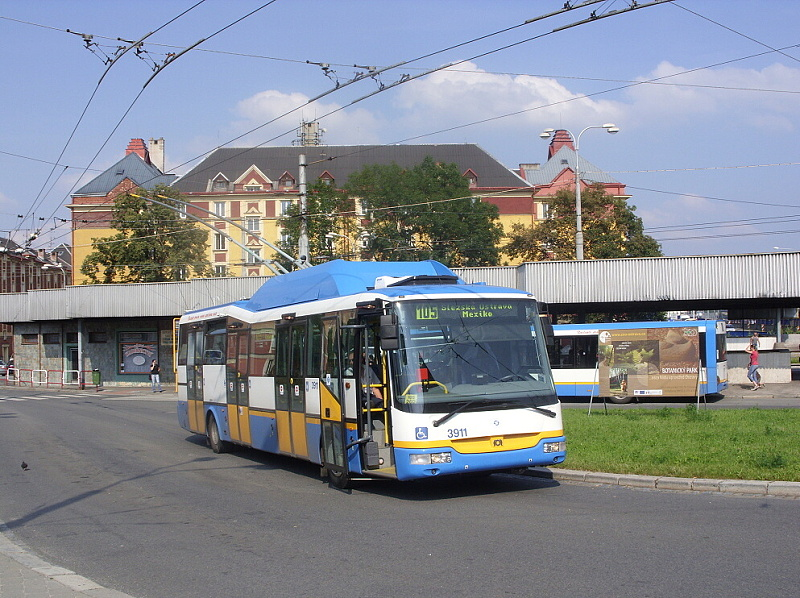
SOR TN 12（チェコ語版）（2009年撮影）

## 参考資料
- Dopravní podnik Ostrava (2021年). Výroční zpráva 2020 (PDF) (Report). 2021年12月7日閲覧。